# Juan Cortés Salido
Juan Cortés Salido (n. 1891) fue un periodista español.

## Biografía
Oriundo de la provincia de Jaén, realizó sin embargo su carrera profesional en Málaga. Trabajó como redactor de diario La Unión Mercantil. Posteriormente, durante la Dictadura franquista pasó a dirigir el diario vespertino La Tarde. También colaboró con el diario matutino Sur —que al igual que La Tarde pertenecía a la cadena de Prensa del «Movimiento»—. Fue también padre y abuelo de una saga de periodistas malagueños.

## Obras
- —— (1952). Memorias... casi de memoria: 43 años de periodista y 30 de empresario taurino. Málaga: Dardo.[4]
- —— (1953). El toreo por dentro. Málaga: Dardo.
- —— (1955). Cualquier tiempo pasado no fue mejor. estampas del ayer y del hoy. Málaga: Urania.